# دولار مالايا وبورنيو البريطانية
دولار مالايا وبورنيو البريطانية (الملايوية: ringgit, Jawi: رڠڬيت) كانت العملة المتداولة في مالايا، سنغافورة، ساراواك، شمال بورنيو، بروناي وأرخبيل رياو من عام 1953 إلى عام 1967، وكانت خليفة الدولار الملايوي ودولار ساراواك، حلت محلهما عند القيمة الاسمية. أصدرت هذه العملة هيئة مفوضي العملة في مالايا وبورنيو البريطانية. قبل عام 1952، تُعرف الهيئة باسم هيئة مفوضي العملة في مالايا.
استُخدم دولار المالايا وبورنيو البريطاني في الملايو بعد الاستقلال عام 1957، في ماليزيا بعد تأسيسها عام 1963، كذلك في سنغافورة بعد استقلالها عام 1965. أنهت الدولتان وبروناي بعد عام 1967، اتفاقية العملة الموحدة وبدأتا في إصدار عملاتهما الخاصة. ومع ذلك، ظل دولار المالايا وبورنيو البريطاني عملة قانونية حتى 16 يناير 1969. كما استُخدمت هذه العملة في أرخبيل رياو في إندونيسيا قبل عام 1963، عندما استُبدل بالروبية المحلية.

## تاريخ

### مجلس مفوضي العملة مالايا وبورنيو البريطانية
نفذ مرسوم العملة رقم 44 لعام 1952 لمستعمرة التاج في سنغافورة، ورقم 33 لعام 1951 لاتحاد المالايو، رقم 10 لعام 1951 لشمال بورنيو، ورقم 1 لعام 1951 لسراواك اتفاقية بين تلك الحكومات ودولة بروناي لإنشاء مجلس مفوضي العملة ليكون السلطة المصدرة الوحيدة في المالايا البريطانية وبورنيو البريطانية.
أصبحت هذه الاتفاقية سارية المفعول في 1 يناير 1952. يتكون المجلس من خمسة أعضاء:
1. وزير المالية في سنغافورة الذي كان أيضًا رئيسًا لمجلس الإدارة
2. وزير المالية في اتحاد المالايا
3. حاكم ساراواك
4. حاكم شمال بورنيو
5. المقيم البريطاني في بروناي
6. واثنين آخرين يُعينون بموافقة الحكومات المشاركة.

### نهاية العملة الموحدة
في 12 يونيو 1967، انتهى الاتحاد النقدي، وبدأت كل من ماليزيا، سنغافورة وبروناي إصدار عملاتها الخاصة: الدولار الماليزي، الدولار السنغافوري، ودولار بروناي. ظلت عملات الدول الثلاث قابلة للتبادل بالقيمة الاسمية بموجب اتفاقية التبادل حتى 8 مايو 1973، عندما قررت الحكومة الماليزية إنهائها. وتستمر بروناي وسنغافورة في العمل بالاتفاقية حتى يومنا هذا.
حُل مجلس مفوضي العملة والمالايا وبورنيو البريطانية رسميًا في 30 نوفمبر 1979.

## عملات معدنية
صدرت العملات المعدنية من البرونز على شكل عملات مربعة الشكل بقيمة 1 سنت بين عامي 1956 و1961، عملات دائرية ذات تركيبة مماثلة من عام 1962، وعملات من النيكل النحاسي 5، 10، 20 و50 سنتًا. شاركت جميعها في تصميم أساسي مماثل يصور الملكة إليزابيث الثانية على الوجه والفئة على الظهر. ومع ذلك، استبدلت الملكة بخنجرين على السنت المستدير الأصغر لعام 1962. حملت هذه العملات نفس ميزات التصميم والأحجام من عملات سلسلة عملة المفوض والمضائق السابقة، مما يجعلها دون تغيير نسبيًا في المظهر باستثناء تصوير الملوك البريطانيين. استمرت العملات القديمة في التداول جنبًا إلى جنب مع هذه التي تحمل اللقب الجديد.

## الأوراق النقدية

### سلسلة 1953
تحمل جميع الأوراق النقدية تاريخ 21 مارس 1953، وموقعة من قِبل دبليو سي تايلور، رئيس مجلس مفوضي العملة. طبعت شركة واترلو وأولاده الأوراق النقدية من فئات 1، 5 و10 دولارات، بينما طبعت شركة برادبري، ويلكنسون وشركاه المحدودة الأوراق النقدية من فئات 50 و100 دولار، وطبعت شركة توماس دي لا رو وشركاه المحدودة الأوراق النقدية من فئات 1000 و10،000 دولار. ولضمان عدم التزوير، أُضيف خيط أمان مقطوع وعلامة مائية لرأس أسد إلى الورقة قبل الطباعة.
| سلسلة 1953 | سلسلة 1953 | سلسلة 1953   | سلسلة 1953         | سلسلة 1953       | سلسلة 1953                                                                                          | سلسلة 1953    |
| صورة       | صورة       | قيمة         | اللون الرئيسي      | وصف              | وصف                                                                                                 | تاريخ الإصدار |
| وجه العملة | يعكس       | قيمة         | اللون الرئيسي      | وجه العملة       | يعكس                                                                                                | تاريخ الإصدار |
| ---------- | ---------- | ------------ | ------------------ | ---------------- | --------------------------------------------------------------------------------------------------- | ------------- |
| $1         | $1         | 1 دولار      | أزرق/وردي          | إليزابيث الثانية | الشعارات الرسمية لاتحاد الملايو ومكوناته المكونة، وسنغافورة ، وبورنيو الشمالية ، وساراواك ، وبروناي | 21 مارس 1953  |
| $5         | $5         | 5 دولارات    | أخضر/أصفر          | إليزابيث الثانية | الشعارات الرسمية لاتحاد الملايو ومكوناته المكونة، وسنغافورة ، وبورنيو الشمالية ، وساراواك ، وبروناي | 21 مارس 1953  |
| $10        | $10        | 10 دولارات   | أحمر/أخضر          | إليزابيث الثانية | الشعارات الرسمية لاتحاد الملايو ومكوناته المكونة، وسنغافورة ، وبورنيو الشمالية ، وساراواك ، وبروناي | 21 مارس 1953  |
| $50        | $50        | 50 دولارًا    | أزرق/أخضر          | إليزابيث الثانية | الشعارات الرسمية لاتحاد الملايو ومكوناته المكونة، وسنغافورة ، وبورنيو الشمالية ، وساراواك ، وبروناي | 21 مارس 1953  |
| $100       | $100       | 100 دولار    | بنفسجي/وردي        | إليزابيث الثانية | الشعارات الرسمية لاتحاد الملايو ومكوناته المكونة، وسنغافورة ، وبورنيو الشمالية ، وساراواك ، وبروناي | 21 مارس 1953  |
| $1000      | $1000      | 1000 دولار   | أرجواني/أصفر       | إليزابيث الثانية | الشعارات الرسمية لاتحاد الملايو ومكوناته المكونة، وسنغافورة ، وبورنيو الشمالية ، وساراواك ، وبروناي | 21 مارس 1953  |
| $10000     | $10000     | 10,000 دولار | أخضر/متعدد الألوان | إليزابيث الثانية | الشعارات الرسمية لاتحاد الملايو ومكوناته المكونة، وسنغافورة ، وبورنيو الشمالية ، وساراواك ، وبروناي | 21 مارس 1953  |

| سلسلة 1959 | سلسلة 1959 | سلسلة 1959 | سلسلة 1959    | سلسلة 1959                      | سلسلة 1959                                                                                        | سلسلة 1959    |
| صورة       | صورة       | قيمة       | اللون الرئيسي | وصف                             | وصف                                                                                               | تاريخ الإصدار |
| وجه العملة | يعكس       | قيمة       | اللون الرئيسي | وجه العملة                      | يعكس                                                                                              | تاريخ الإصدار |
| ---------- | ---------- | ---------- | ------------- | ------------------------------- | ------------------------------------------------------------------------------------------------- | ------------- |
| $1         | $1         | 1 دولار    | أزرق/أخضر     | قارب شراعي                      | شعار دولة اتحاد الملايو وسنغافورة وشمال بورنيو وساراواك وبروناي ؛ مشهد الصيادين العائدين من البحر | 1 مارس 1959   |
| $10        | $5         | 10 دولارات | أحمر/رمادي    | مزارع يحرث حقل الأرز مع الجاموس | شعار دولة اتحاد الملايو وسنغافورة وشمال بورنيو وساراواك وبروناي                                   | 1 مارس 1961   |

### الاستشهادات
1. ↑  "The Currency History of Singapore". Monetary Authority of Singapore. 9 أبريل 2007. مؤرشف من الأصل في 2010-02-02. اطلع عليه بتاريخ 2010-11-21.
2. ↑  "History of Money in Malaysia: Colonial Notes & Coins". Bank Negara Malaysia. 2010. مؤرشف من الأصل في 22 يوليو 2011. اطلع عليه بتاريخ 21 نوفمبر 2010.
3. ↑  "1 Cent - Elizabeth II, Malaya and British Borneo". مؤرشف من الأصل في 2023-12-18.